# Aldersgate
Aldersgate was een stadspoort in de London wall. Het is ook een gebied (ward) in het Londense bestuurlijke gebied City of London, in de regio Groot-Londen.